# Родовища блоку Рас-Каттара-Схід
Родовища блоку Рас-Каттара-Схід — кілька родовищ вуглеводнів на заході Єгипту, відкритих на території концесійного блоку Рас-Каттара-Схід.
Родовища виявлені у північно-східній частині басейну Абу-Ель-Гарадік у суббасейні Тіба-Схід. Тривалий час розвідка тут не приносила результатів, причому кілька компаній спорудили на блоці 15 «сухих» свердловин. Нарешті, після проведення у 2005 році нових сейсмічних досліджень почалась чергова розвідувальна кампанія, яка привела до відкриття семи нафтових родовищ — Шахд, Гард (Ghard), Рана, Аль-Захраа, Південно-Східний Шахд, Шебл та Діаа (Diaa). Комерційні поклади нафти пов'язані з верхньокрейдовою формацією Бахарія, яка відноситься до сеноманського ярусу (за іншими даними, нижня частина формації частково належить до альбського ярусу).
У 2014 році буріння свердловини Shahd-4 дозволило відкрити газоконденсатний поклад у розташованих глибше пісковиках формації Ваді-Ель-Натрун, яка відноситься до ааленського ярусу середньої юри (це стало першим таким відкриттям у Західній пустелі Єгипту). При цьому на тестуванні отримали результати до 2400 барелів конденсату та 0,7 млн м3 газу на добу.
Видобуток на блоці Рас-Каттара-Схід почався у 2007 році з родовищ Шахд, Гард та Рана і становив лише 1 тисячу барелів нафти на добу. Втім, вже наступного року він збільшився утричі, а в 2014-му досягнув пікового значення на рівні 27 тисяч барелів на добу. Станом на середину 2017-го добовий видобуток зменшився до 17 тисяч барелів, при цьому з родовищ вже було вилучено 45 млн барелів нафти.
Тривалий час продукцію вивозили за допомогою автоцистерн, допоки в 2017 році не спорудили нафтопровід довжиною 84 км та діаметром 250 мм, який прямує на південний схід до виробничого комплексу компанії Карун. Цей трубопровід проклали у підземному виконанні на глибині 2 метри.
Первісні обрахунки за проєктом розробки розташованих на блоці юрських газових покладів передбачали спорудження газопроводу довжиною 77 км та діаметром 300 мм, який мав під'єднатися до наявного трубопроводу діаметром 800 мм, що живить газопереробний завод поблизу Александрії. Втім, невдовзі після відкриття у юрі відбулось суттєве падіння на нафту, що загальмувало проєкт.
Інвесторами блоку Рас-Каттара-Схід виступили чилійська компанія Enap Sipetrol (50,5 % участі з правами оператора) та кувейтська Kuwait Energy (49,5 %). За усталеним в Єгипті порядком, розробка відкритих за участі іноземних інвесторів родовищ провадиться через спеціально створені компанії-оператори, якою в цьому випадку виступає PetroShahd.